# Adrian Bird
Adrian Peter Bird CBE, FRS, FRSE (Wolverhampton, 3 de julho de 1947) é um geneticista britânico.